# 川口寛人
川口 寛人（かわぐち ひろと、1985年8月7日 - ）は、神奈川県相模原市出身の元プロ野球選手（内野手）。右投右打。プロでは育成選手であった。
2011年の現役引退後は、道とん堀が運営する「アスリートセカンドキャリアサポート」（ASS）を立ち上げる。現在は、日本リアライズ株式会社のPSS（プロフェッショナル・セカンドキャリア・サポート）事業部に所属。元プロ野球選手のセカンドキャリアをサポート活動を行っている。
なお、東北楽天ゴールデンイーグルスに所属していた川口隼人は双子の弟。

## 経歴

### プロ入り前
大月短大附高・山梨学院大学時代は二塁手。遊撃手である実弟の隼人とともに二遊間を守った。

### プロ入り後

#### クラブチーム時代
大学卒業後にクラブチームの西多摩倶楽部へ加わると、肩の強さを買われて遊撃手へ転向。2010年10月28日、プロ野球ドラフト会議にて読売ジャイアンツから育成7位指名を受けた。ちなみに、大学卒業後に滋賀・高島ベースボールクラブへ入った隼人も、同年のドラフト会議で東北楽天ゴールデンイーグルスから育成3位指名。結果として、双子のプロ野球選手が同時期に誕生した。
寛人は内野手として、安定したスローイングや堅実な守備を評価されていた。

#### 巨人時代
しかし実際には、支配下登録へ至るどころか、肩の故障などからイースタン・リーグの公式戦へ出場できなかった。結局、2011年10月9日に、球団から黄志龍とともに戦力外通告。これを機に、わずか1シーズンで、プロ野球生活に終止符を打った。

#### 現役引退後
2012年1月からは、西多摩倶楽部時代にアルバイトで勤務していた道とん堀へ正社員として入社。事業本部に配属されると、自身と同じ元プロ野球選手のセカンドキャリア（現役引退後の就職や起業）を支援する目的でASSを立ち上げた。2015年10月に、日本リアライズ株式会社に転職をし、新たにサポート事業を展開している。またＰＳＳ（プロフェッショナル・セカンドキャリア・サポート）へ名前を変更し、プロフェッショナルといわれる貴重な人財をサポートしていく組織である。現在はSOMPOケア株式会社に転職し、介護業界で新たなスタートをきった。アスリートを介護士としてキャリアップさせ、施設運営までできるようにとビジョンを掲げている。
設立後は、日本プロ野球機構・日本プロ野球選手会と提携しながら、元選手に対するヒアリングや元選手の独立開業に向けたリサーチなどを実施。2013年からは、『週刊ベースボール』（ベースボール・マガジン社）の不定期連載企画「セカンドキャリアの『球人力』」で、上記の事業報告・事例紹介を兼ねたコラムを執筆している。

## 詳細情報

### 年度別打撃成績
- 一軍公式戦出場なし

### 背番号
- 006 （2011年）